# 烏茨約基教堂
烏茨約基教堂（芬蘭語：Utsjoen kirkko）是指位於芬兰拉普蘭區烏茨約基的一棟教堂，它亦是芬蘭和歐盟最北端的教堂。 該教堂由建築局中的恩斯特·洛爾曼設計，並於1850年至1853年間以灰色花崗岩建造。该教堂規模不大，內部有230席，總面積為170平方公尺。教堂的形式為長條型，尖塔位於教堂的東側而西側則是低屋頂的祭衣和聖器的儲藏室。
祭壇畫則是奧庫斯蒂·科伊維斯托在1924年畫的《復活》 (270×140 公分油畫)。 先前祭壇牆上前只有木製鑲金的十字架。
烏茨約基教堂位於烏茨約基教堂村以南，沿著芬蘭國道4號六公里處。長途來到教堂的人們會在教堂附近的屋舍中休憩。許多烏茨約基教堂的屋舍已經根據其底基被還原了。其中最老的可追溯至1700年代，而絕大部分的屋舍則是1800年代的。 共有14棟教堂屋舍以及另外一棟被修復的棚屋 (芬蘭語：Kammi）。
與比鄰的烏茨約基牧師館一起，烏茨約基教堂和其屋舍為烏茨約基教堂景觀區的一部分，並於2009年由芬蘭文物局定義為國家重要文化環境。